# Mélicerte (Molière)
Pour les articles homonymes, voir Mélicerte (homonymie).

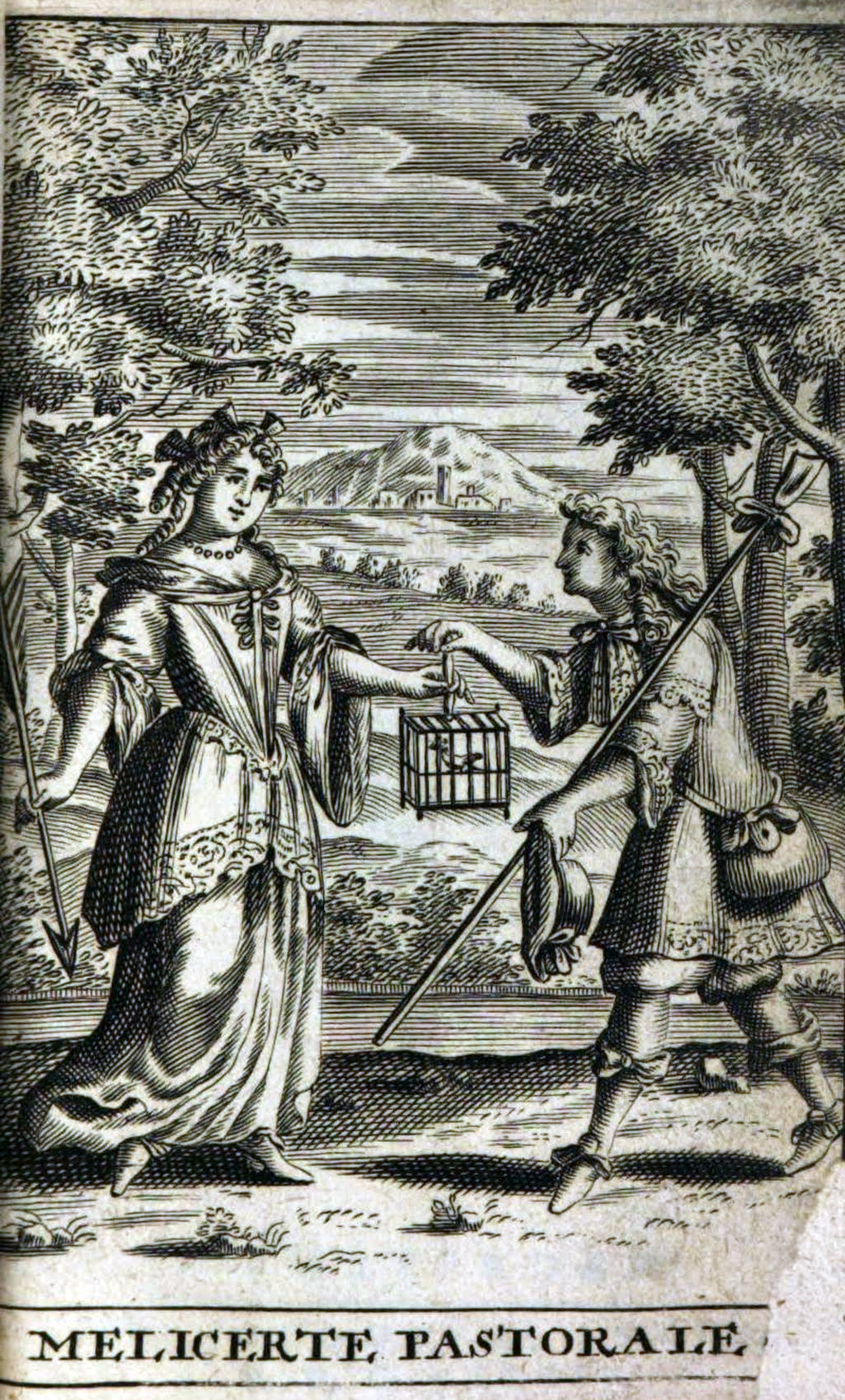
Frontispice de l'édition de 1682.

Mélicerte est une pièce inachevée de Molière publiée pour la première fois à titre posthume dans l'édition de ses Œuvres parue en 1682.